# لول تپه
لول تپه مربوط به هزاره اول قبل از میلاد است و در شهرستان بوئین‌زهرا، روستای قره آغاج واقع شده و این اثر در تاریخ ۲۵ اسفند ۱۳۸۰ با شمارهٔ ثبت ۵۰۱۱ به‌عنوان یکی از آثار ملی ایران به ثبت رسیده است.